# 1845 w muzyce
Wydarzenia muzyczne w 1845 roku.

## Wydarzenia
- 1 stycznia – w Kassel w Hoftheater miała miejsce premiera opery Die Kreuzfahrer WoO 59 Louisa Spohra[1][2]
- 5 stycznia – w drezdeńskim Hoftheater miała miejsce premiera opery Kaiser Adolf von Nassau op. 130 Heinricha Marschnera[1][2]
- 19 stycznia – w paryskim Cirque-Olympique miała miejsce premiera opery Le corsaire, wystawiona wówczas pod nazwą La tour de Nice Hectora Berlioza[1][2]
- 22 stycznia – w Hietzing pod Wiedniem, w Dommayer’s Casino miała miejsce premiera „Die jungen Wiener” op. 7, oraz „Elfen-Quadrille” op. 16 Johanna Straussa (syna)[1][2]
- 3 lutego – w wiedeńskim Goldener Strauß miała miejsce premiera walca „Faschings-Lieder” op. 11 Johanna Straussa (syna)[1][2]
- 15 lutego – w mediolańskiej La Scali odbyła się premiera opery Joanna d’Arc Giuseppe Verdiego[1][2]
- 13 marca – w lipskim Gewandhaus miała miejsce premiera Koncertu skrzypcowego e-moll Felixa Mendelssohna[1][2]
- 2 kwietnia – w paryskiej Salle Érard miała miejsce premiera „Solo de piano avec accompagnement de quintette” op. 10 Césara Francka[1][2]
- 21 kwietnia – w Magdeburgu w Stadttheater odbyła się premiera opery Undine Alberta Lortzinga[1][2]
- 22 kwietnia – w paryskim Théâtre Favart II miała miejsce premiera opery La barcarolle, ou L’amour et la musique Daniela Aubera[1][2]
- 6 maja – w Wilnie odbyła się premiera ballady „Sabaudka” Stanisława Moniuszki[1][2]
- 5 lipca – w wiedeńskim Sperl-Ballroom miała miejsce premiera walca „Jugend-Träume” op. 12 Johanna Straussa (syna)[1][2]
- 16 lipca – w Paryżu odbyła się premiera „Premier Duo sur le ‘God Save the King’” op. 4 Césara Francka[1][2]
- 20 lipca – w wiedeńskim Goldener Strauß miała miejsce premiera walca „Sträußchen” op. 15 Johanna Straussa (syna)[1][2]
- 21 lipca – w wiedeńskim Sperl Ballroom miała miejsce premiera „Czechen-Polka” op. 13 Johanna Straussa (syna)[1][2]
- 11 sierpnia – w Operze paryskiej odbyła się premiera baletu Le Diable à Quatre Adolphe’a Adama[1][2]
- 12 sierpnia – w neapolitańskim Teatro San Carlo odbyła się premiera opery Alzira Giuseppe Verdiego[1][2]
- 13 sierpnia – w Bonn odbyła się premiera „Festkantate zur Enthüllung des Beethovens-Denkmals in Bonn” Ferenca Liszta[1][2]
- 18 sierpnia – w Wiedniu odbyła się premiera „Patrioten-Marsch” op. 8 oraz „Berglieder” op. 18 Johanna Straussa (syna)[1][2]
- 27 września – w londyńskim Theatre Royal przy Drury Lane miała miejsce premiera baletu The Marble Maiden Adolphe’a Adama[1][2]
- 15 października – w Hietzing w Dommayer’s Casino miała miejsce premiera „Dämonen-Quadrille” op. 19 Johanna Straussa (syna)[1][2]
- 19 października – w drezdeńskim Hoftheater miała miejsce premiera opery Tannhäuser und der Sängerkrieg auf Wartburg WWV 70 Richarda Wagnera[1][2]
- 1 listopada – w Poczdamie u króla Fryderyka Wilhelma IV Pruskiego odbyła się premiera „Oedipus at Colonos” Felixa Mendelssohna[1][2]
- 9 listopada – w Wiedniu odbyła się premiera „Quadrille nach der Oper Der Liebesbrunnen von M.W. Balfe” op. 10 Johanna Straussa (syna)[1][2]
- 18 listopada – w Lipsku odbyła się premiera „Die Frauen und die Sänger” Felixa Mendelssohna[1][2]
- 23 listopada – w wiedeńskim Sperl-Ballroom miała miejsce premiera walca „Die Österreicher” op. 22 Johanna Straussa (syna)[1][2]
- 1 grudnia – w berlińskim Pałacu Charlottenburg miała miejsce premiera „Athalie” Felixa Mendelssohna[1][2]
- 4 grudnia – w drezdeńskim Hotel de Saxe miała miejsce premiera „Koncertu na fortepian i orkiestrę” op. 54 Roberta Schumanna[1][2]

## Urodzili się
- 15 stycznia – Heinrich Vogl, niemiecki śpiewak operowy (tenor) (zm. 1900)
- 28 stycznia – Ion Ivanovici, rumuński kompozytor (zm. 1902)
- 5 marca – Alphonse Hasselmans, francuski harfista, kompozytor i pedagog (zm. 1912)
- 14 marca – August Bungert, niemiecki kompozytor operowy (zm. 1915)
- 18 kwietnia – Wilhelm Gericke, austriacki dyrygent (zm. 1925)
- 28 kwietnia – Anastazy Dreszer, polski pianista, kompozytor i pedagog muzyczny (zm. 1907)
- 12 maja – Gabriel Fauré, francuski kompozytor i organista (zm. 1924)
- 7 czerwca – Leopold Auer, węgierski skrzypek i pedagog, kompozytor oraz dyrygent pochodzenia żydowskiego (zm. 1930)
- 30 czerwca – Italo Campanini, włoski śpiewak operowy (tenor) (zm. 1896)
- 10 sierpnia – Abaj Kunanbajew, kazachski poeta, kompozytor i filozof (zm. 1904)
- 21 września – August Wilhelmj, niemiecki skrzypek i kompozytor (zm. 1908)
- 8 października – Salomon Kalischer, niemiecki kompozytor, pianista, filozof i fizyk (zm. 1924)
- 13 października – Jelizawieta Ławrowska, rosyjska śpiewaczka (mezzosopran) (zm. 1919)

## Zmarli
- 24 września – Jan Nepomucen Piotr Kaszewski, polski muzyk, wirtuoz skrzypiec, kompozytor, uczestnik kampanii napoleońskiej i powstania listopadowego, major w 4 Pułku Piechoty Liniowej (ur. 1783)
- 7 października – Isabella Colbran, hiszpańska śpiewaczka (sopran koloraturowy) (ur. 1785)
- 2 grudnia – Johann Simon Mayr, włoski kompozytor operowy pochodzenia niemieckiego, pedagog muzyczny (ur. 1763)
- 25 grudnia – Wilhelm Friedrich Ernst Bach, niemiecki kompozytor muzyki poważnej (ur. 1759)

## Muzyka poważna
- 15 września – „Six Sonatas for Organ” Felixa Mendelssohna publikowane są jednocześnie w Londynie, Lipsku, Mediolanie i Paryżu[1][2]